# Hallucigenia sparsa

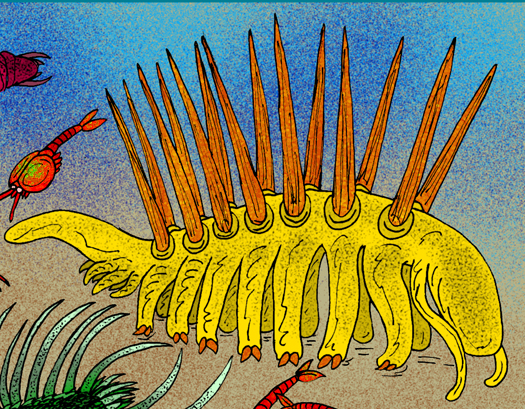
Hallucinigenia sparsa

Галюцигенія (Hallucigenia sparsa) — невелика, кілька сантиметрів завдовжки, тварина, знайдена в Бургеських сланцях (кембрійський період) в  Канаді. Перші реконструкції були настільки незвичайні, що тварині було дано ім'я «плід  галюцинації». Лише порівняно недавно рештки подібного організму були знайдені в одновікових відкладах  Китаю, і справжня будова галюциногенії стала зрозумілою. Це червоподібна істота була родичем сучасних  оніхофор, дивних організмів, що живуть в підстилці тропічних лісів. На черевній стороні розташовувалися декілька пар нечленистих ніг, що закінчуються парними кігтиками. Але ноги галюциногенії були помітно довші, ніж у сучасних оніхофор. Спинна сторона була озброєна 7 парами довгих прямих шипів. Раніше вчені вважали їх за ноги галюциногенії. Повільно пересуваючись по дну, галюциногенії поїдали різні органічні рештки, що розкладаються.
У галюцигенії була подовжена голова з парою очей на верхньому боці і термінальним ротом, оточеним кільцем твердих пластинок, а уздовж верхньої сторони глотки йшов ряд глоткових зубів. Ці ознаки, відсутні у оніхофор, зближують галюцигенію з круглими черв'яками (Cycloneuralia) і тихоходками (Tardigrada). Мабуть, саме така будова рота і глотки була у загального предка усіх "линяючих тварин" (Ecdysozoa). 

## Ресурси Інтернету
- Вікісховище має мультимедійні дані за темою: Hallucigenia sparsa
- Матеріал з сайту Palaeos.com
- http://www.nmnh.si.edu/paleo/shale/phallu.htm - (Internet Archive)
- https://archive.today/20121218024149/www.arrakis.es/~owenwang/articulos/pasados.htm (Spanish)

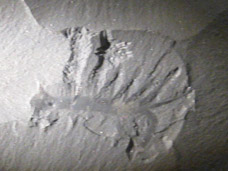
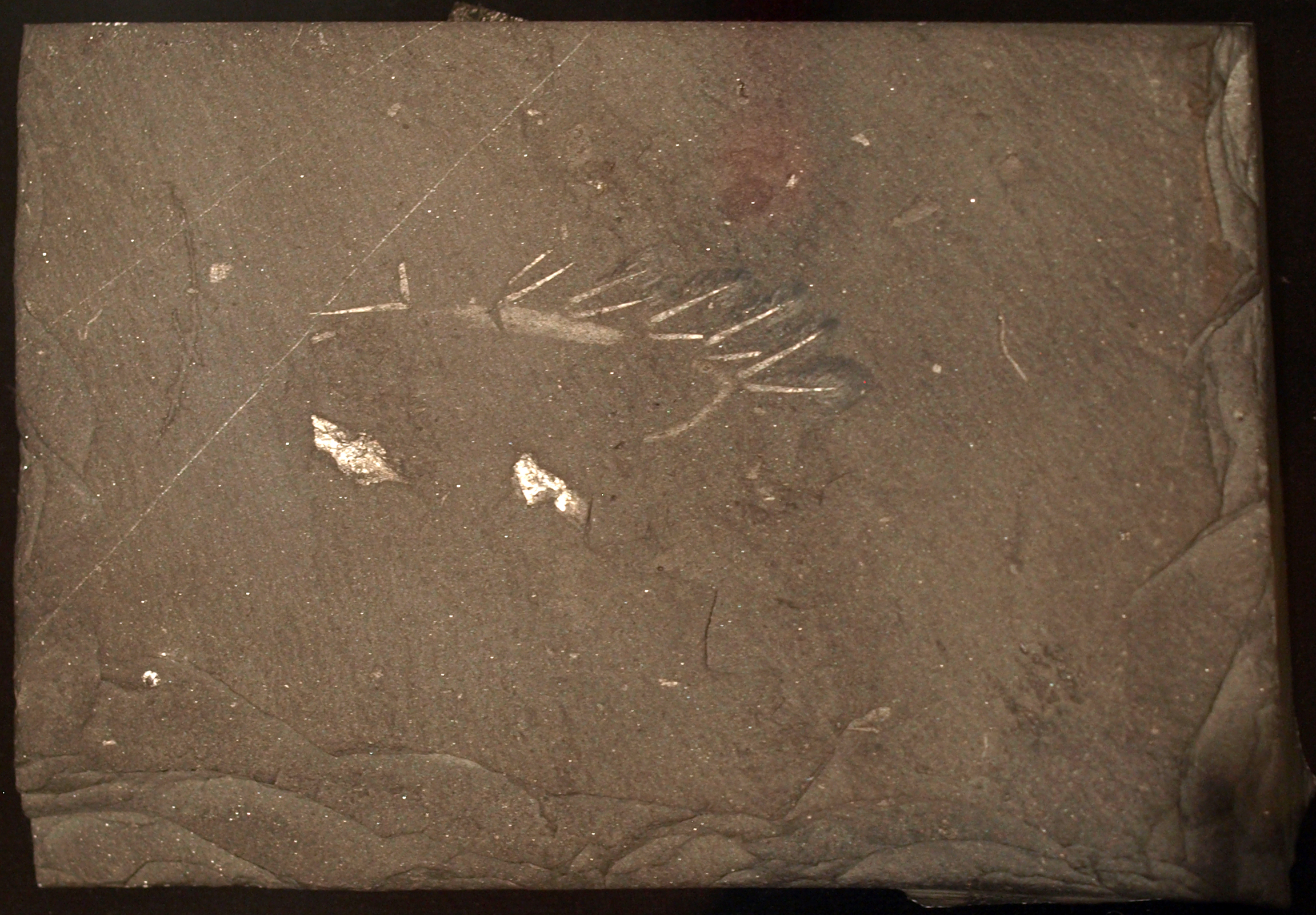

## Виноски
1. ↑  [ http://elementy.ru/news/432516 [Архівовано 29 червня 2015 у Wayback Machine.] Марков А. Палеонтологи выяснили, как была устроена голова галлюцигении]
2. ↑   Martin R. Smith & Jean-Bernard Caron. Hallucigenia’s head and the pharyngeal armature of early ecdysozoans // Nature. Published online. - 24 June 2015.